# FIVB World Tour 2021 der Männer
Die FIVB World Tour 2021 der Männer bestand aus 24 Beachvolleyball-Turnieren. Diese waren in Kategorien eingeteilt, die durch Sterne bezeichnet wurden. Acht Turniere gehörten in die Kategorie mit vier Sternen, zwei Turniere hatten zwei Sterne und vierzehn Turniere waren mit einem Stern am geringsten bewertet. Hinzu kam das Saisonfinale in Cagliari.

## Turniere

### Übersicht
Die folgende Tabelle zeigt alle Turniere der FIVB World Tour 2021.
| Austragungsort | Land        | Kategorie    | Datum                       |
| -------------- | ----------- | ------------ | --------------------------- |
| Doha           | Katar       | 1 Stern      | 23. bis 26. Februar 2021    |
| Doha           | Katar       | 4 Sterne     | 8. bis 12. März 2021        |
| Cancún         | Mexiko      | 4 Sterne     | 16. bis 20. April 2021      |
| Cancún         | Mexiko      | 4 Sterne     | 22. bis 26. April 2021      |
| Cancún         | Mexiko      | 4 Sterne     | 28. April bis 2. Mai 2021   |
| Sofia          | Bulgarien   | 1 Stern      | 20. bis 23. Mai 2021        |
| Sotschi        | Russland    | 4 Sterne     | 26. bis 30. Mai 2021        |
| Ostrava        | Katar       | 4 Sterne     | 2. bis 6. Juni 2021         |
| Sofia          | Bulgarien   | 1 Stern      | 10. bis 13. Juni 2021       |
| Gstaad         | Schweiz     | 4 Sterne     | 6. bis 10. Juli 2021        |
| Rubavu         | Ruanda      | 2 Sterne     | 14. bis 18. Juli 2021       |
| Leuven         | Belgien     | 1 Stern      | 15. bis 18. Juli 2021       |
| Sofia          | Bulgarien   | 1 Stern      | 15. bis 18. Juli 2021       |
| Ljubljana      | Slowenien   | 1 Stern      | 29. Juli bis 1. August 2021 |
| Sofia          | Bulgarien   | 1 Stern      | 5. bis 8. August 2021       |
| Cortegaça      | Portugal    | 1 Stern      | 12. bis 15. August 2021     |
| Prag           | Tschechien  | 2 Sterne     | 19. bis 22. August 2021     |
| Budapest       | Ungarn      | 1 Stern      | 19. bis 22. August 2021     |
| Montpellier    | Frankreich  | 1 Stern      | 25. bis 29. August 2021     |
| Warschau       | Polen       | 1 Stern      | 2. bis 5. September 2021    |
| Cervia         | Italien     | 1 Stern      | 9. bis 12. September 2021   |
| Apeldoorn      | Niederlande | 1 Stern      | 9. bis 12. September 2021   |
| Nijmegen       | Niederlande | 1 Stern      | 16. bis 19. September 2021  |
| Cagliari       | Italien     | Saisonfinale | 6. bis 10. Oktober 2021     |
| Itapema        | Brasilien   | 4 Sterne     | 10. bis 14. November 2021   |

### Doha
4 Sterne, 8. bis 12. März 2021
| Platz | Team                                         |
| ----- | -------------------------------------------- |
| 1     | Ondřej Perušič / David Schweiner             |
| 2     | Evandro Gonçalves / Guto Carvalhaes          |
| 3     | Taylor Crabb / Jacob Gibb                    |
| 4     | Phil Dalhausser / Nicholas Lucena            |
| 5     | Jānis Šmēdiņš / Aleksandrs Samoilovs         |
| 5     | Christiaan Varenhorst / Steven van de Velde  |
| 5     | Cherif Younousse / Ahmed Tijan               |
| 5     | Wjatscheslaw Krassilnikow / Oleg Stojanowski |

### Cancún 1
4 Sterne, 16. bis 20. April 2021
| Platz | Team                                 |
| ----- | ------------------------------------ |
| 1     | Anders Mol / Christian Sørum         |
| 2     | Cherif Younousse / Ahmed Tijan       |
| 3     | Ondřej Perušič / David Schweiner     |
| 4     | Martin Ermacora / Moritz Pristauz    |
| 5     | Guto Carvalhaes / Arthur Mariano     |
| 5     | Enrico Rossi / Adrian Carambula      |
| 5     | Jānis Šmēdiņš / Aleksandrs Samoilovs |
| 5     | Konstantin Semjonow / Ilja Leschukow |

### Cancún 2
4 Sterne, 22. bis 26. April 2021
| Platz | Team                                        |
| ----- | ------------------------------------------- |
| 1     | Anders Mol / Christian Sørum                |
| 2     | Cherif Younousse / Ahmed Tijan              |
| 3     | Alison Cerutti / Álvaro Filho               |
| 4     | Enrico Rossi / Adrian Carambula             |
| 5     | Paolo Nicolai / Daniele Lupo                |
| 5     | Stefan Boermans / Yorick de Groot           |
| 5     | Christiaan Varenhorst / Steven van de Velde |
| 5     | Piotr Kantor / Bartosz Łosiak               |

### Cancún 3
4 Sterne, 28. April bis 2. Mai 2021
| Platz | Team                                 |
| ----- | ------------------------------------ |
| 1     | Cherif Younousse / Ahmed Tijan       |
| 2     | Konstantin Semjonow / Ilja Leschukow |
| 3     | Phil Dalhausser / Nicholas Lucena    |
| 4     | Enrico Rossi / Adrian Carambula      |
| 5     | Alison Cerutti / Álvaro Filho        |
| 5     | Stefan Boermans / Yorick de Groot    |
| 5     | Piotr Kantor / Bartosz Łosiak        |
| 5     | Tri Bourne / Trevor Crabb            |

### Sotschi
4 Sterne, 26. bis 30. Mai 2021
| Platz | Team                                        |
| ----- | ------------------------------------------- |
| 1     | Piotr Kantor / Bartosz Łosiak               |
| 2     | Cherif Younousse / Ahmed Tijan              |
| 3     | Christiaan Varenhorst / Steven van de Velde |
| 4     | Enrico Rossi / Adrian Carambula             |
| 5     | Alison Cerutti / Álvaro Filho               |
| 5     | Paolo Nicolai / Daniele Lupo                |
| 5     | Jānis Šmēdiņš / Aleksandrs Samoilovs        |
| 5     | Tri Bourne / Trevor Crabb                   |

### Ostrava
4 Sterne, 2. bis 6. Juni 2021
| Platz | Team                                         |
| ----- | -------------------------------------------- |
| 1     | Alexander Brouwer / Robert Meeuwsen          |
| 2     | Ondřej Perušič / David Schweiner             |
| 3     | André Loyola / George Wanderley              |
| 4     | Wjatscheslaw Krassilnikow / Oleg Stojanowski |
| 5     | Paolo Nicolai / Daniele Lupo                 |
| 5     | Christiaan Varenhorst / Steven van de Velde  |
| 5     | Piotr Kantor / Bartosz Łosiak                |
| 5     | Konstantin Semjonow / Ilja Leschukow         |

### Gstaad
4 Sterne, 6. bis 10. Juli 2021
| Platz | Team                                         |
| ----- | -------------------------------------------- |
| 1     | Stefan Boermans / Yorick de Groot            |
| 2     | Cherif Younousse / Ahmed Tijan               |
| 3     | Wjatscheslaw Krassilnikow / Oleg Stojanowski |
| 4     | Nikita Ljamin / Taras Myskiw                 |
| 5     | Evandro Gonçalves / Bruno Schmidt            |
| 5     | Nils Ehlers / Lars Flüggen                   |
| 5     | Anders Mol / Christian Sørum                 |
| 5     | Piotr Kantor / Bartosz Łosiak                |

### Cagliari
Saisonfinale, 6. bis 10. Oktober 2021
| Platz | Team                                        |
| ----- | ------------------------------------------- |
| 1     | Anders Mol / Christian Sørum                |
| 2     | Ondřej Perušič / David Schweiner            |
| 3     | Christiaan Varenhorst / Steven van de Velde |
| 4     | Paolo Nicolai / Daniele Lupo                |
| 5     | Alexander Brouwer / Robert Meeuwsen         |
| 5     | Cherif Younousse / Ahmed Tijan              |
| 7     | Taylor Crabb / Jacob Gibb                   |
| 7     | Enrico Rossi / Adrian Carambula             |
| 9     | Mārtiņš Pļaviņš / Edgars Točs               |
| 9     | Konstantin Semjonow / Ilja Leschukow        |

### Itapema
4 Sterne, 10. bis 14. November 2021
| Platz | Team                                 |
| ----- | ------------------------------------ |
| 1     | André Loyola / George Wanderley      |
| 2     | Renato Lima / Vitor Felipe           |
| 3     | Christoph Dressler / Alexander Huber |
| 4     | Daniele Lupo / Alex Ranghieri        |
| 5     | Alison Cerutti / Guto Carvalhaes     |
| 5     | Jacob Brinck / Kristoffer Abell      |
| 5     | Kusti Nõlvak / Mart Tiisaar          |
| 5     | David Åhman / Jonatan Hellvig        |

## Auszeichnungen des Jahres 2021
| FIVB Tour Champion | Cherif Younousse / Ahmed Tijan |